# Mayetiola ventricola
Mayetiola ventricola är en tvåvingeart som först beskrevs av Ewald Rübsaamen 1899.  Mayetiola ventricola ingår i släktet Mayetiola och familjen gallmyggor. Inga underarter finns listade i Catalogue of Life.